# Ugdan
Ugdan (ros. Угдан) – wieś w Rosji, w Kraju Zabajkalskim, w rejonie czytyńskim. W 2010 liczyła 1255 mieszkańców, głównie Buriatów.